# Fairview Park (Indiana)
Fairview Park è un comune degli Stati Uniti d'America, situato nello Stato dell'Indiana, nella contea di Vermillion.